# Одрадне (Шевченківська селищна громада)
Одра́дне (з 1799 до сер. ХІХ ст. — Ковалівка, з сер. ХІХ до поч. ХХ ст. — Малий Бурлук) — село в Україні, у Шевченківській селищній громаді Куп’янського району Харківської області. Населення становить 91 осіб. До 2020 орган місцевого самоврядування — Гетьманівська сільська рада.

## Географія
Село Одрадне знаходиться на правому березі річки Великий Бурлук, вище за течією на відстані 4 км розташоване село Горожанівка, нижче за течією на відстані в 1,5 км розташоване село Олійникове (нежиле), на протилежному березі — село Гетьманівка.

## Історія
- XVIII-XIX ст — дата заснування як села Ковалівка.
- Середина XIX ст — перейменоване в село Малий Бурлук.
- Початок ХХ ст — перейменоване в село Одрадне.
- 7 (20) листопада 1917 року, відповідно до.Третього Універсалу Української Центральної Ради, увійшло до складу Української Народної Республіки[1].
- 12 червня 2020 року, відповідно до Розпорядження Кабінету Міністрів України № 725-р «Про визначення адміністративних центрів та затвердження територій територіальних громад Харківської області», увійшло до складу Шевченківської селищної територіальної громади[2].
- 19 липня 2020 року, в результаті адміністративно-територіальної реформи та ліквідації Шевченківського району, село увійшло до складу новоутвореного Куп'янського району Харківської області[3].
- 22 червня 2023 року рішенням №230 Національної комісії зі стандартів державної мови віднесено до списку населених пунктів, які «можуть не відповідати лексичним нормам української мови», зокрема стосуватися «російської імперської чи колоніальної політики». Громаді рекомендовано обґрунтувати доцільність збереження поточної назви або запропонувати нову назву в установленому законодавством порядку.[4]